# Font del Toscar (Esplugafreda)
La Font del Toscar és una font del terme municipal de Tremp, del Pallars Jussà, a l'antic terme de Sapeira, en territori de l'antic poble d'Esplugafreda. Cal no confondre-la amb la Font del Toscar, propera al poble de Gurp.
Està situada a 805 m d'altitud, al nord d'Esplugafreda, a l'esquerra i bastant a prop del barranc d'Esplugafreda, i al sud-oest de Sapeira, que queda enlairada per damunt de la font, a la carena del nord de la vall. El lloc on es troba la font s'anomena les Ribes del Prat, a l'extrem oriental de les partides de Colladotes i lo Prat.